# Golden Globe-galan 2004
Den 61:a upplagan av Golden Globe Awards, som belönade insatser inom TV och film från 2003, presenterades den 25 januari 2004 från Beverly Hilton Hotel i Beverly Hills, Kalifornien.

## Vinnare och nominerade
Vinnarna listas i fetstil.

### Filmer
| Bästa film - drama | Bästa film - musikal eller komedi |
| --- | --- |
| - Sagan om konungens återkomst - Åter till Cold Mountain - Master and Commander - Bortom världens ände - Mystic River - Seabiscuit | - Lost in Translation - Skruva den som Beckham - Big Fish - Hitta Nemo - Love Actually |
| Bästa manliga huvudroll - drama | Bästa kvinnliga huvudroll - drama |
| - Sean Penn – Mystic River - Jude Law – Åter till Cold Mountain - Ben Kingsley – Ett hus av sand och dimma - Tom Cruise – Den siste samurajen - Russell Crowe – Master and Commander - Bortom världens ände | - Charlize Theron – Monster - Nicole Kidman – Åter till Cold Mountain - Scarlett Johansson – Flicka med pärlörhänge - Uma Thurman – Kill Bill: Volume 1 - Evan Rachel Wood – Tretton - Cate Blanchett – Veronica Guerin – I sanningens tjänst |
| Bästa manliga huvudroll - musikal eller komedi | Bästa kvinnliga huvudroll - musikal eller komedi |
| - Bill Murray – Lost in Translation - Billy Bob Thornton – Bad Santa - Johnny Depp – Pirates of the Caribbean: Svarta Pärlans förbannelse - Jack Black – School of Rock - Jack Nicholson – Galen i kärlek | - Diane Keaton – Galen i kärlek - Helen Mirren – Kalenderflickorna - Jamie Lee Curtis – Freaky Friday - Scarlett Johansson – Lost in Translation - Diane Lane – Under Toscanas sol                                                            |
| Bästa manliga biroll | Bästa kvinnliga biroll |
| - Tim Robbins – Mystic River - William H. Macy – Seabiscuit - Albert Finney – Big Fish - Alec Baldwin – The Cooler - Ken Watanabe – Den siste samurajen - Peter Sarsgaard – Stephen Glass - rubrikernas man | - Renée Zellweger – Åter till Cold Mountain - Hope Davis – American Splendor - Maria Bello – The Cooler - Patricia Clarkson – Pieces of April - Holly Hunter – Tretton                                                                        |
| Bästa regi | Bästa manus |
| - Peter Jackson – Sagan om konungens återkomst - Anthony Minghella – Åter till Cold Mountain - Sofia Coppola – Lost in Translation - Peter Weir – Master and Commander - Bortom världens ände - Clint Eastwood – Mystic River | - Lost in Translation – Sofia Coppola - Åter till Cold Mountain – Anthony Minghella - Drömmarnas land – Jim Sheridan, Naomi Sheridan och Kirsten Sheridan - Love Actually – Richard Curtis - Mystic River – Brian Helgeland                   |
| Bästa sång | Bästa musik |
| - "Into the West" (Howard Shore, Fran Walsh och Annie Lennox) – Sagan om konungens återkomst - "Man of the Hour" (Eddie Vedder) – Big Fish - "You Will Be My Ain True Love" (Sting) – Åter till Cold Mountain - "Time Enough For Tears" (Bono, Gavin Friday och Maurice Seezer) – Drömmarnas land - "The Heart Of Every Girl" (Elton John och Bernie Taupin) – Mona Lisas leende | - Sagan om konungens återkomst – Howard Shore - Big Fish – Danny Elfman - Åter till Cold Mountain – Gabriel Yared - Flicka med pärlörhänge – Alexandre Desplat - Den siste samurajen – Hans Zimmer                                            |
| Bästa utländska film | |
| - Osama (Afghanistan) - Good Bye, Lenin! (Tyskland) - De barbariska invasionerna (Kanada) - Monsieur Ibrahim och Koranens blommor (Frankrike) - Återkomsten (Ryssland) | |

### Television
| Bästa TV-serie - drama | Bästa TV-serie - musikal eller komedi |
| --- | --- |
| - 24 - CSI: Crime Scene Investigation - Nip/Tuck - Six Feet Under - Vita huset | - The Office - Arrested Development - Monk - Sex and the City - Will & Grace |
| Bästa manliga huvudroll i en TV-serie - drama | Bästa kvinnliga huvudroll i en TV-serie - drama |
| - Anthony LaPaglia – Brottskod: Försvunnen - Kiefer Sutherland – 24 - William Petersen – CSI: Crime Scene Investigation - Michael Chiklis – The Shield - Martin Sheen – Vita huset | - Frances Conroy – Six Feet Under - Jennifer Garner – Alias - Amber Tamblyn – Joan of Arcadia - Joely Richardson – Nip/Tuck - Allison Janney – Vita huset                                |
| Bästa manliga huvudroll i en TV-serie - musikal eller komedi | Bästa kvinnliga huvudroll i en TV-serie - musikal eller komedi |
| - Ricky Gervais – The Office - Bernie Mac – The Bernie Mac Show - Matt LeBlanc – Vänner - Tony Shalhoub – Monk - Eric McCormack – Will & Grace                                     | - Sarah Jessica Parker – Sex and the City - Bonnie Hunt – Life with Bonnie - Alicia Silverstone – Miss Match - Bitty Schram – Monk - Reba McEntire – Reba - Debra Messing – Will & Grace |
| Bästa manliga huvudroll i en miniserie eller TV-film | Bästa kvinnliga huvudroll i en miniserie eller TV-film |
| - Al Pacino – Angels in America - Antonio Banderas – Med Pancho Villa som sig själv - Tom Wilkinson – Normal - James Brolin – The Reagans - Troy Garity – Soldier's Girl           | - Meryl Streep – Angels in America - Maggie Smith – Mitt hus i Umbrien - Jessica Lange – Normal - Judy Davis – The Reagans - Helen Mirren – Mrs. Stones vårkänslor                       |
| Bästa manliga biroll i en TV-serie, miniserie eller TV-film | Bästa kvinnliga biroll i en TV-serie, miniserie eller TV-film |
| - Jeffrey Wright – Angels in America - Ben Shenkman – Angels in America - Patrick Wilson – Angels in America - Sean Hayes – Will & Grace - Lee Pace – Soldier's Girl               | - Mary-Louise Parker – Angels in America - Kim Cattrall – Sex and the City - Kristin Davis – Sex and the City - Cynthia Nixon – Sex and the City - Megan Mullally – Will & Grace         |
| Bästa miniserie eller TV-film | |
| - Angels in America - Mitt hus i Umbrien - Normal - Mrs. Stones vårkänslor - Soldier's Girl                                                                                        | |

### Cecil B. DeMille Award
- Michael Douglas